# ستار راديو
إذاعة ستار راديو هي إذاعة لبنانية تبث من منطقة البقاع اللبنانية على موجة 94.5 آف آم وعبر الإنترنت على موقع star-radio.net. معظم أغانيها هي أغاني مختارة من كل بقاع الأرض.